# كاسيريفيماب/إيميفيماب
كاسيريفيماب/إيميفيماب هو دواء تجريبي طورته شركة التكنولوجيا الحيوية الأمريكية ريجينيرون. وهو عبارة عن «خليط من الأجسام المضادة» الاصطناعية مصمم لإنتاج مقاومة للفيروسات التاجية SARS-CoV-2 المسؤولة عن جائحة كوفيد-19. وهو يتألف من خليط من اثنين من الأجسام المضادة أحادية النسيلة، (REGN10933) كاسيريفيماب والإمديفياماب (REGN10987). ويهدف الجمع بين اثنين من الأجسام المضادة لمنع هروب الطفرة.

## الاستخدامات الطبية
في 21 تشرين الثاني/نوفمبر 2020، أصدرت إدارة الغذاء والدواء الأمريكية (FDA) إذن استخدام الطوارئ (EUA) ل كاسيريفيماب والإمديفيوماب لإدارة معا لعلاج خفيفة إلى معتدلة كوفيد-19 في الأشخاص اثني عشر عاما أو أكثر وزنها على الأقل 40 كيلوغراماً (88 رطلا) مع نتائج إيجابية من الاختبار الفيروسي المباشر سارس-CoV-2 والذين هم في خطر كبير للتقدم إلى كوفيد-19 شديدة. ويشمل ذلك أولئك الذين يبلغون من العمر 65 سنة أو أكثر أو الذين يعانون من حالات طبية مزمنة معينة. يجب أن تدار كاسيريفيماب/إيميفيماب معا عن طريق الحقن الوريدي (IV).
في تجربة سريرية للأشخاص الذين يعانون من كوفيد-19، تم إظهاركاسيريفيماب والإديفيماب، تدار معا، للحد من العلاج في المستشفى أو زيارة غرفة الطوارئ المرتبطة بـكوفيد-19 في الأشخاص المعرضين لخطر كبير لتطور المرض في غضون 28 يومًا بعد العلاج بالمقارنة مع الغفل. لا يزال يتم تقييم سلامة وفعالية هذا العلاج التحقيقي للاستخدام في علاج كوفيد-19.
لا يُسمح لـكاسيريفيماب/إيميفيماب للأشخاص الذين يتم إدخالهم المستشفى بسبب كوفيد-19 أو يحتاجون إلى علاج بالأكسجين بسبب كوفيد-19. لم تظهر فائدة كاسيريفيماب وإيميفيماب في الناس في المستشفى بسبب كوفيد-19. قد ترتبط الأجسام المضادة أحادية النسيلة، مثل كاسيريفيماب والإمديفيوماب، بنتائج سريرية أسوأ عند إعطائها للأشخاص الذين في المستشفى مع كوفيد-19 التي تتطلب الأكسجين تدفق كبير أو التهوية الميكانيكية.

## التاريخ
على الرغم من أن يقع مقر ريجينيرون في تاريتاون، نيويورك، إلا أن REGN-COV2 يتم تصنيعها في منشأة التصنيع الرئيسية للشركة في الولايات المتحدة في رينسيلار، نيويورك (بالقرب من عاصمة الولاية في ألباني). في سبتمبر 2020، لتحرير القدرة التصنيعية لـ REGN-COV2، بدأت ريجينيرون في تحويل إنتاج منتجاتها الحالية من رينسيلار إلى مدينة ليمريك الأيرلندية.
ريجينيرون لديها صفقة مع هوفمان لا روش لتصنيع وتسويق REGN -COV2 خارج الولايات المتحدة.
تستند البيانات الداعمة لتفويض الاستخدام في حالات الطوارئ (EUA) لـ كاسيريفيماب وإيميفيماب على تجربة سريرية عشوائية مزدوجة التعمية ومسيطر عليها بالغفل في 799 من البالغين غير المستشفيات الذين يعانون من أعراض كوفيد-19 خفيفة إلى معتدلة. ومن بين هؤلاء المشاركين، تلقى 266 منهم حقناً وريدياً واحداً قدره 400 2 ملليغرام من كاسيريفيماب والإديفيماب (1200 ملغ لكل من الكاسيريفياماب) و267 حصلوا على 8000 ملغ كاسيريفيماب/إيميفيماب (4000 ملغ لكل منهم)، و266 تلقي الدواء الوهمي، في غضون ثلاثة أيام من الحصول على اختبار فيروسي إيجابي سارس-CoV-2.
وكانت نقطة النهاية الأولية المتخصصة مسبقاً للتجربة هي متوسط التغير المرجح زمنياً في الحمل الفيروسي من خط الأساس. وكان الحد من الحمل الفيروسي في المشاركين الذين عولجوا مع كازيريفيماب والإديفيماب أكبر مما كانت عليه في المشاركين تعامل مع الدواء الوهمي في اليوم السابع. ومع ذلك، فإن أهم دليل على أن كاسيريفيماب وإيميفيماب تدار معا قد تكون فعالة جاءت من نقطة النهاية الثانوية المحددة مسبقا من الزيارات التي حضرها طبيا المتعلقة COVID-19، لا سيما المستشفيات وزيارات غرفة الطوارئ في غضون 28 يوما بعد العلاج. بالنسبة للمشاركين المعرضين لخطر كبير لتطور المرض، حدثت زيارات المستشفيات وغرفة الطوارئ في 3٪ من المشاركين في كاسيريفيماب والإمديفياماب في المتوسط مقارنة بـ 9٪ في المشاركين الذين عولجوا بالغفل. وكانت الآثار على الحمل الفيروسي، وانخفاض في المستشفيات والزيارات ER مماثلة في المشاركين الذين تلقوا أي من كاسيريفيماب وجرعتي إيميفيماب.
وقد صدر الاتحاد الأوروبي لشركة ريجينيرون الصيدلانية.

## المجتمع والثقافة
في 2 أكتوبر 2020، أعلنت شركة ريجينيرون أن الرئيس الأمريكي السابق دونالد ترامب تلقى "جرعة واحدة من 8 جرامات من (REGN-COV2). بعدأن كانت نتيجة الفحص إيجابية. تم توفير الدواء من قبل الشركة استجابة لطلب "الاستخدام الرحيم" (إذن مؤقت للاستخدام) من أطباء الرئيس.

## البحث
- تجربة التعافي[13]

## روابط خارجية
- "Casirivimab and Imdevimab EUA Letter of Authorization". U.S. إدارة الغذاء والدواء (FDA). مؤرشف من الأصل (PDF) في 2021-01-17.
- "Frequently Asked Questions on the Emergency Use Authorization of Casirivimab + Imdevimab". U.S. إدارة الغذاء والدواء (FDA). مؤرشف من الأصل (PDF) في 2021-01-22.
- "Fact Sheet For Patients, Parents And Caregivers Emergency Use Authorization (EUA) Of Casirivimab And Imdevimab For Coronavirus Disease 2019 (COVID-19)". U.S. إدارة الغذاء والدواء (FDA). مؤرشف من الأصل (PDF) في 2021-01-17.
- "Fact Sheet For Health Care Providers Emergency Use Authorization (EUA) Of Casirivimab And Imdevimab". U.S. إدارة الغذاء والدواء (FDA). مؤرشف من الأصل (PDF) في 2021-01-18.